# كينيث ماكسويل
كينيث ماكسويل (بالإنجليزية: Kenneth Maxwell)‏ (و. 1941 – م) هو مؤرخ من الولايات المتحدة الأمريكية .

## مناصب وهيئات
أدار جامعة هارفارد.